# 硫黄島問題懇話会
硫黄島問題懇話会（いおうとうもんだいこんわかい）は、日本の超党派の議員連盟。東京都小笠原村に所在する硫黄島にの日本軍軍人の遺骨収集及び硫黄島の渡島慰霊事業をサポートする事を目的としている。

## 概要
1996年、衆議院議員に初当選した硫黄島の戦いにて大日本帝国陸軍にて小笠原兵団を指揮した栗林忠道陸軍中将の孫である衆議院議員の新藤義孝が戦死者の遺骨収集が死者の半数以下である事態を改善するために、先輩・同僚議員にお願いし、超党派の議員連盟として設立。主に、遺骨収集事業の面積拡充、日本戦没将兵慰霊碑（天山慰霊碑）の大規模拡充、米国硫黄島協会との日米合同慰霊祭参加者のチャーター機の用意等の慰霊事業へのサポート活動を行っている。所属議員数は、2017年時点で71人に上る。

## 参加議員一覧

### 自由民主党
- 逢沢一郎（会長）
- 田中和徳（副会長）
- 新藤義孝（幹事長）
- 金子恭之
- 平将明
- 國場幸之助
- 山谷えり子
- 青山繁晴

### 立憲民主党
- 泉健太
- 今井雅人[3]

### 国民民主党
- 玉木雄一郎

## 参加していた元議員

### 自民党
- 森喜朗（初代会長）
- 大西英男（元幹事）
- 中山泰秀（元幹事）
- 石井正弘
- 衛藤晟一
- 奥野信亮
- 河野正美
- 小島敏文
- 西川京子
- 三原朝彦
- 若林健太

### 立憲民主党
- 本多平直

### 無所属
- 柿沢未途
- 田中美絵子